# Štěpánka Navarrská
Štěpánka nebo Estefania († po 1066) byla navarrská královna sňatkem s Garcíou Sánchezem III. Navarrským. Raní kronikáři se neshodují v otázce jejího původu.

## Původ

### Rodiče
Štěpánčino datum narození je neznámé. Poprvé byla zaznamenána jako manželka Garcíi v dokumentu datovaném 1038/40. Existují dvě teorie týkající se jejích rodičů. První je, že byla dcerou barcelonského hraběte Berenguera Ramona I. Další teorií je, že byla dcerou hraběte Bernarda-Rogera z Bigorre a jeho manželky Garsendy.

### Možné první manželství
Existují další náznaky, kromě nevěrohodné zprávy kroniky ze Saint-Pierre-le-Vif, které ukazují, že Štěpánka mohla být již dříve vdaná. Histoire Générale de Languedoc, neuvádějící žádnou citaci ani odkaz na zdroj, podává zprávu o existenci manželské smlouvy z roku 1036 připisované Štěpánce. Příběh v Chronica Naierensis vypráví, že dcera královny Štěpánky z jejího prvního manželství byla přislíbena jako manželka Sanchu II. Kastilskému, ale byla unesena a provdána za nemanželského syna Garcíi. Jaime de Salazar y Acha naznačuje, že toto představuje autentický popis sňatku Garcíova nemanželského syna Sancha Garcése, pána z Uncastilla s jeho manželkou Konstancií, ačkoli tradiční zprávy jí přisuzují jiný původ. Jaime si uvědomuje problém s identifikací otce s Rogerem I. z Tosny a následuje alternativní rekonstrukci, která by z iberského křižáka udělala významného Rogera de Tosny, synovce Rogera I.

## Potomstvo
Štěpánka měla s Garcíou tyto děti:
- Sancho IV. „El de Peñalén“, navarrský král, ženatý s Placencií
- Ramiro († 1083), pán z Calahorry
- Ferdinand Garcés, pán z Bucesty
- Raymond Garcés „Bratrovrah“ (Ramón el Fratricida), pán z Murilla a Camerosu
- Ermesinda Garcés, provdaná za Fortúna Sáncheze de Yarnoz
- Mayor Garcés[pozn. 1]
- Urraca Garcés († 1108), provdaná za kastilského hraběte García Ordóñeze
- Jimena[pozn. 2]

Mohla mít také dítě z dřívějšího manželství, možná s Rogerem Ι. z Tosny:
- Konstancie, manželka Sancha Garcése, pána z Uncastilla